# 肯妮迪·布莱兹
肯妮迪·布莱兹（英語：Kennedy Blades，2003年9月4日—），美国女子摔跤运动员。她曾代表美国参加2024年夏季奥林匹克运动会摔跤比赛，获得女子自由式76公斤级银牌。